# Elf (constructeur de motos)
Pour les articles homonymes, voir Elf.

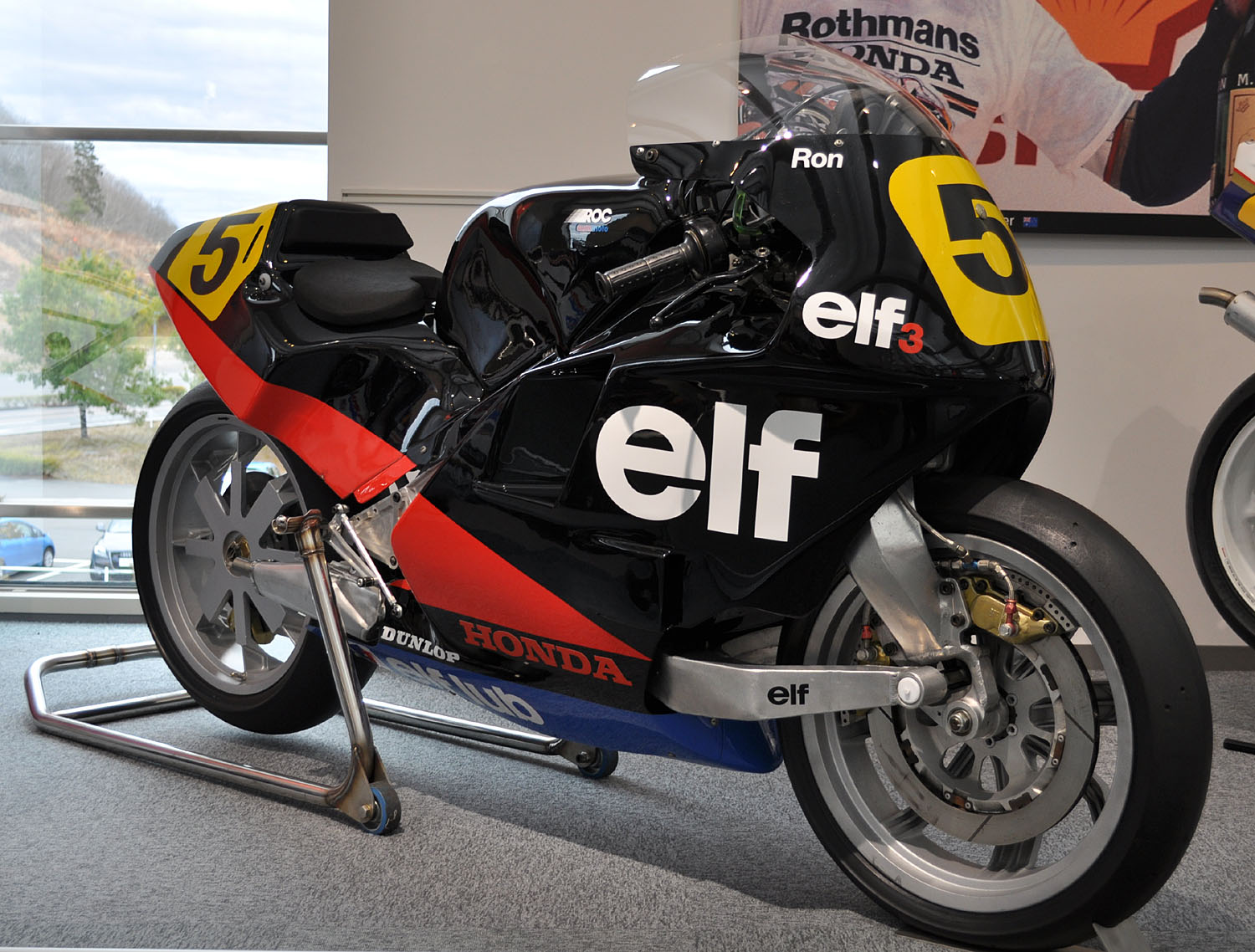
La Elf 3

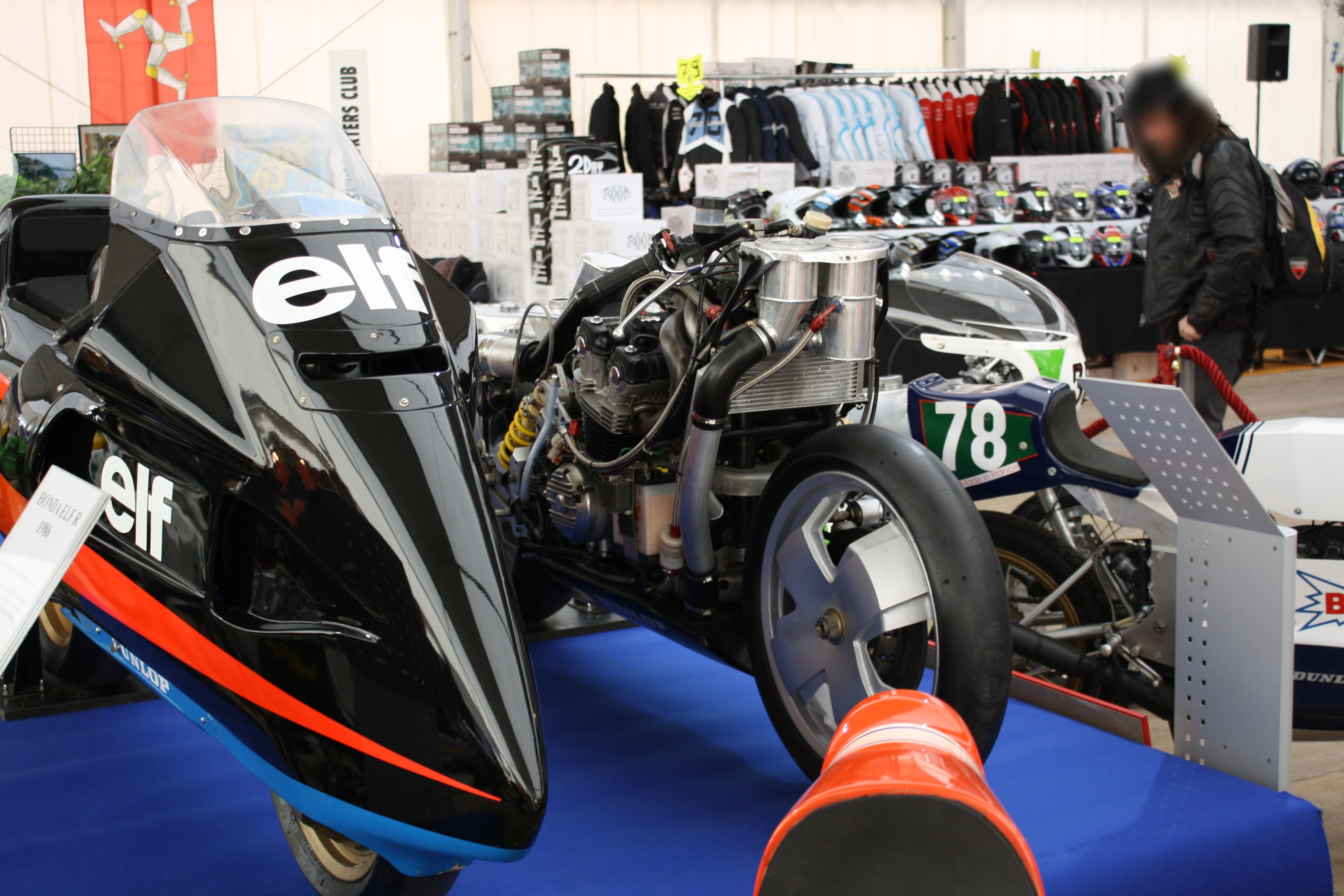
La Elf R (carénée) et la Elf e (sans carénage)

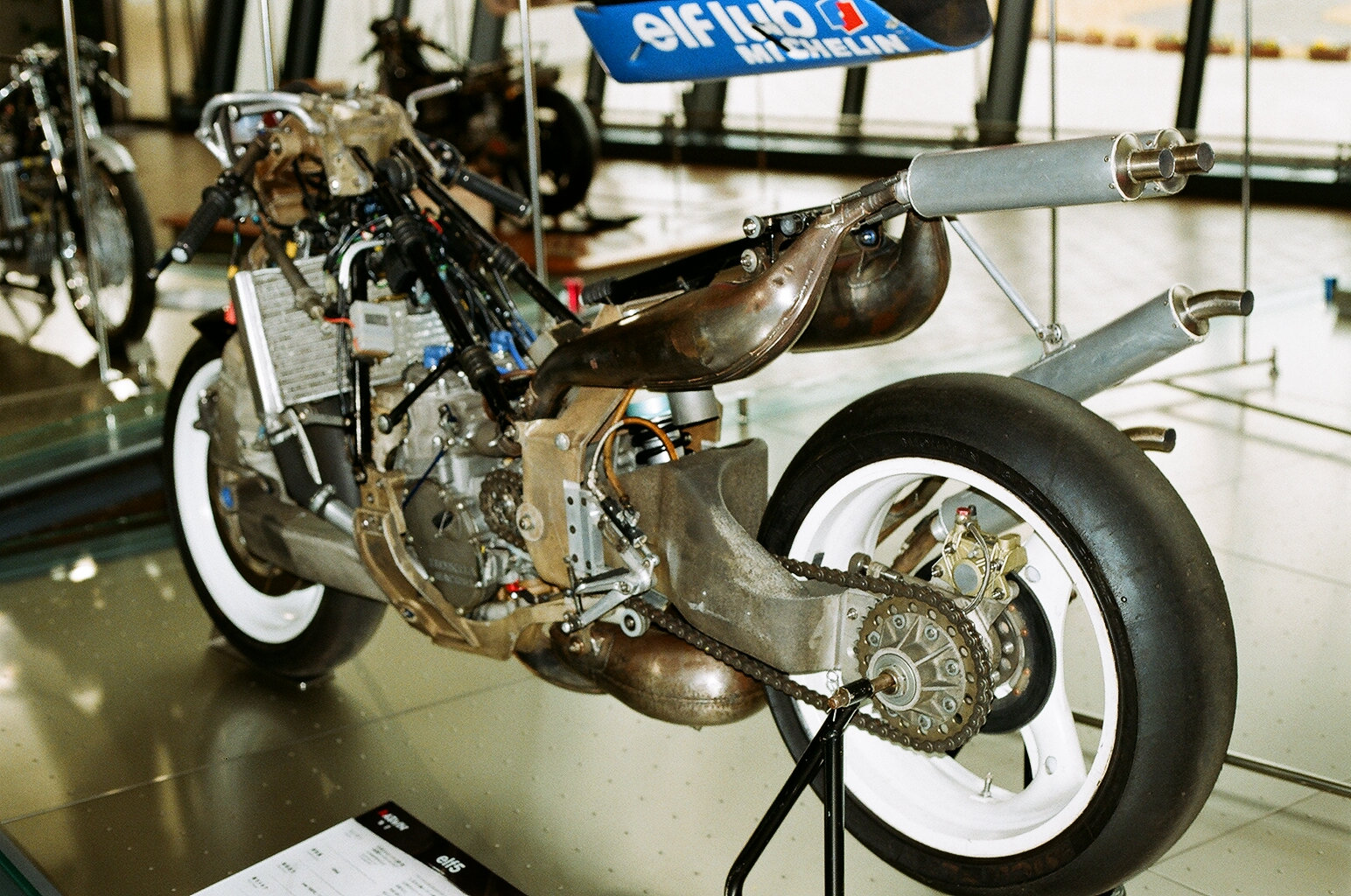
La Elf 5

Le pétrolier français Elf s'est engagé en compétition moto dans les années 1970 et 1980, avec des solutions techniques particulièrement innovantes, protégées par 18 brevets. Elf retenta l'aventura dans les années 1990 avec R.O.C mais cette fois en tant que partenaire technique. Le dernier engagement d'une Elf eut lieu en 2001 sous le nom de Pulse.

## Histoire
Le jeune ingénieur André de Cortanze travaille pour Renault et son programme de Formule 1. Il est également fan de moto. Il s'aperçoit très vite qu'il y a un énorme fossé entre les techniques appliquées à la Formule 1 et celles appliquées à la moto. Les ingénieurs qui conçoivent les motos n'innovent plus depuis longtemps. Le cadre tubulaire ressemble toujours à celui de son ancêtre, le vélo, et en conserve le manque de rigidité. La fourche qui doit assurer à la fois le guidage et l'amortissement est, d'un point de vue mécanique, une aberration.
Les dirigeants de Elf demandent donc à De Cortanze de créer une moto en s'inspirant des innovations de la F1.
Le cadre est supprimé, le moteur assure la rigidité, les suspensions s'ancreront dessus. La fourche aussi est remplacée, par un double triangle superposé et un système de levier et biellettes pour la direction. Pour abaisser le centre de gravité et faciliter la mise sur l'angle, le réservoir d'essence est placé sous le moteur. Le carénage intégral est donc de mise pour présenter le meilleur coefficient de pénétration dans l'air possible.
S'adjoignant les services du dessinateur Daniel Tréma, la gestation de la première moto durera trois ans. En février 1978 apparaît donc la Elf X. Elle possède un moteur Yamaha de 750 cm3 à refroidissement liquide. Les meilleures pièces sont utilisées, les freins sont estampillés Lockheed (en), les suspensions De Carbon (en) F1. Pour une moto aussi innovante, il faut un pilote de talent. C'est Michel Rougerie qui est choisi pour mettre au point la machine.
Les solutions retenues rendent la moto trop délicate à piloter et les ingénieurs doivent encore travailler.
L'ingénieur japonais Hirimajiri, ayant participé au développement des Formule 1 Honda, se montre très intéressé par le projet et propose un partenariat. Honda fournira des moteurs.
En 1980, apparaît donc la Elf e, muni d'un moteur d'un litre de cylindrée. Elle est conçue comme une véritable machine d'endurance. Son carénage a été étudié en soufflerie. Les pilotes officiels sont Christian Le Liard et Walter Villa. Malheureusement, les contraintes auxquelles les suspensions soumettent le moteur porteur influent sur celui-ci, et la fiabilité s'en ressent. De nombreuses casses émaillent la saison, et les résultats sont moyens.
Mais, les avancées techniques sont néanmoins impressionnantes. Après une visite à Paris, Soichiro Honda s'en prendra même à ses nombreux ingénieurs qui, en dix ans, avaient moins innové qu'un ingénieur et un dessinateur français.
La réduction de la limite de cylindrée pour les machines d'endurance met fin à la carrière de la Elf e. Qu'à cela ne tienne, l'écurie engagera une moto en Championnat du monde 500 cm3. La Elf 2 est présentée à l'occasion du Grand Prix de France au Castellet en 1984. Elle a été réalisée en seulement trois mois. Le moteur Honda est un trois cylindres en V, deux-temps de 120 chevaux. La moto ne remportera pas de points, bien qu'ayant un très bon comportement.
En 1986, Serge Rosset intègre l'équipe de développeurs. André de Cortanze part chez Peugeot, participer au développement de la Peugeot 205 Turbo 16. La Elf 3 est la remplaçante de le Elf 2. Elle remporte sa première victoire au Grand Prix motocycliste de Macao, pilotée par Ron Haslam.
La même année, Daniel Tréma reçoit un très grand honneur, il est le premier étranger à obtenir le droit de travailler dans les bureaux d'étude Honda. La Elf 4 en résulte, équipée d'un quatre cylindres en V.
Le 14 septembre 1986, l'équipe présente la Elf R. Munie d'un quatre cylindres en ligne de 1 000 cm3 développant 125 chevaux, elle bat six records du monde, sur l'anneau de vitesse italien de Nardò, aux mains de Christian Le Liard, Éric Courly et Hubert Auriol.
Ron Haslam termine à la quatrième place du championnat du monde 1987, ce qui restera le meilleur résultat obtenu par une Elf au championnat 500 cm3. En 1987, Elf cède 13 des 18 brevets qu'il détient à Honda, avec, par exemple le système de monobras arrière. On retrouve cet héritage dans les monobras des VFR RC36 et RC46.
Pour la saison 1988, la Elf 5 prend la suite de la Elf 4, avec le même moteur. Le manque de puissance du moteur et les soucis de santé de Ron Haslam ne permettent à l'écurie que de se hisser à la onzième place du championnat. Ce sera le dernier engagement d'une moto Elf en championnat du monde.
Mais en 1995 la société française R.O.C de Serge Rosset qui fait courir des Yamaha semi-officielles décide de demander à Elf de fabriquer une nouvelle moto. La moto Elf 500 sera fabriquée dans les locaux de ROC à Annemasse avec le concours des ingénieurs Elf qui apportent les solutions innovantes de la société française. La moto est un swissauto V4 fabriqué par Rolf Biland. Les ingénieurs de Elf trouvent le sponsoring de Pepsi pour financer les recherches. Mais la moto semble dès les premiers Grands Prix souffrir de problèmes techniques récurrents et les ingénieurs sont contraints de revoir la copie pour 1997. En 1997, la saison est nettement meilleure et la moto parvient en treize occasions à marquer des points ; la meilleure place est 6e grâce Jurgen Fuchs.
La société Elf décide de lâcher le projet et le revend à Kenny Roberts. La moto Elf 500 court encore deux saisons sous le nom de Muz ; en 1998 la moto est inchangée mais en 1999 la moto Elf 500 subit une évolution massive et la moto se montre enfin performante avec deux pole positions et deux meilleurs tours en course ce qui ne s'était plus vu depuis les années 1980.
Malheureusement la moto âgée de cinq ans est devenue obsolète et participera encore au championnat 2001 où elle ne marque que deux points, le pire résultat en près de vingt ans d'engagement dans la moto. Elf ne fabrique plus de moto depuis.

## Média
L'héroîne de BD Julie Wood pilote la Elf e dans l'album Bol d'Or.